# Herserange
Herserange és un municipi francès situat al departament de Meurthe i Mosel·la i a la regió del Gran Est. L'any 2007 tenia 4.465 habitants.

## Demografia

### Població
El 2007 la població de fet de Herserange era de 4.465 persones. Hi havia 1.902 famílies, de les quals 663 eren unipersonals (272 homes vivint sols i 391 dones vivint soles), 483 parelles sense fills, 550 parelles amb fills i 206 famílies monoparentals amb fills.
La població ha evolucionat segons el següent gràfic:
Habitants censats

### Habitatges
El 2007 hi havia 2.167 habitatges, 1.947 eren l'habitatge principal de la família, 13 eren segones residències i 207 estaven desocupats. 1.164 eren cases i 961 eren apartaments. Dels 1.947 habitatges principals, 1.031 estaven ocupats pels seus propietaris, 888 estaven llogats i ocupats pels llogaters i 29 estaven cedits a títol gratuït; 109 tenien una cambra, 128 en tenien dues, 613 en tenien tres, 569 en tenien quatre i 528 en tenien cinc o més. 972 habitatges disposaven pel capbaix d'una plaça de pàrquing. A 994 habitatges hi havia un automòbil i a 516 n'hi havia dos o més.

### Piràmide de població
La piràmide de població per edats i sexe el 2009 era:
| Homes | Edats   | Dones |
| ----- | ------- | ----- |
| 0     | 95 o +  | 8     |
| 0     | 90 a 94 | 20    |
| 4     | 85 a 89 | 36    |
| 28    | 80 a 84 | 36    |
| 88    | 75 a 79 | 96    |
| 132   | 70 a 74 | 112   |
| 148   | 65 a 69 | 148   |
| 148   | 60 a 64 | 112   |
| 108   | 55 a 59 | 100   |
| 96    | 50 a 54 | 128   |
| 132   | 45 a 49 | 104   |
| 136   | 40 a 44 | 164   |
| 144   | 35 a 39 | 168   |
| 168   | 30 a 34 | 172   |
| 208   | 25 a 29 | 208   |
| 144   | 20 a 24 | 140   |
| 128   | 15 a 19 | 96    |
| 152   | 10 a 14 | 108   |
| 100   | 5 a 9   | 88    |
| 120   | 0 a 4   | 96    |

## Economia
El 2007 la població en edat de treballar era de 2.850 persones, 2.100 eren actives i 750 eren inactives. De les 2.100 persones actives 1.747 estaven ocupades (924 homes i 823 dones) i 353 estaven aturades (165 homes i 188 dones). De les 750 persones inactives 163 estaven jubilades, 199 estaven estudiant i 388 estaven classificades com a «altres inactius».

### Ingressos
El 2009 a Herserange hi havia 1.926 unitats fiscals que integraven 4.297 persones, la mediana anual d'ingressos fiscals per persona era de 14.738 €.

### Activitats econòmiques
Dels 95 establiments que hi havia el 2007, 1 era d'una empresa extractiva, 3 d'empreses alimentàries, 3 d'empreses de fabricació d'altres productes industrials, 15 d'empreses de construcció, 24 d'empreses de comerç i reparació d'automòbils, 5 d'empreses de transport, 10 d'empreses d'hostatgeria i restauració, 2 d'empreses d'informació i comunicació, 2 d'empreses financeres, 7 d'empreses immobiliàries, 8 d'empreses de serveis, 11 d'entitats de l'administració pública i 4 d'empreses classificades com a «altres activitats de serveis».
Dels 26 establiments de servei als particulars que hi havia el 2009, 1 era una comissaria de policia, 1 oficina del servei públic d'ocupació, 1 oficina de correu, 1 una oficina bancària, 1 taller de reparació d'automòbils i de material agrícola, 5 paletes, 2 guixaires pintors, 5 lampisteries, 1 empresa de construcció, 1 perruqueria, 5 restaurants, 1 agència immobiliària i 1 saló de bellesa.
Dels 10 establiments comercials que hi havia el 2009, 1 era una botiga de més de 120 m², 2 fleques, 1 una fleca, 1 una peixateria, 2 botigues de roba, 1 una sabateria, 1 una perfumeria i 1 una joieria.

## Equipaments sanitaris i escolars
El 2009 hi havia 3 farmàcies i 1 ambulància.
El 2009 hi havia 2 escoles maternals i 2 escoles elementals. Herserange disposava d'un col·legi d'educació secundària amb 213 alumnes.

## Poblacions més properes
El següent diagrama mostra les poblacions més properes.